# Марфиза д’Есте
Марфѝза д'Есте (на италиански: Marfisa d'Este; * ок. 1554, Ферара, Херцогство Ферара; † 16 октомври 1608, Ферара, Херцогство Ферара) от фамилията Есте, е чрез първия си брак маркиза на Монтекио и чрез втория си брак княгиня на Маса и маркграфиня Карара, и княгиня на Ферентило.
Обича изкуството и културата, и покровителства поета Торкуато Тасо.

## Произход
Тя е извънбрачна дъщеря на Франческо д’Есте (* 1516, † 1578), княз на Масаломбарда, и на негова неизвестна метреса. По баща е внучка на Алфонсо I д’Есте, херцог на Ферара, Модена и Реджо, и на Лукреция Борджия, дъщерята на папа Александър VI. Има една сестра:
- Брадаманте (* пр. 1559, † сл. 1597), съпруга на граф Ерколе Бевилакуа

И двете са узаконени впоследствие и са кръстени на героини от „Бесния Орландо“ на Лудовико Ариосто.

## Биография

### Начални години и първи брак
През 1559 г. баща ѝ строи за нея във Ферара Двореца на Марфиза д’Есте.
Образованието, което Марфиза получава между семейството и манастира, я подготвя за навлизане в живота на ферарския двор и завършва с узаконяването ѝ през 1573 г. от папа Григорий XIII и през 1576 г. от херцог Алфонсо II.
Когато през 1578 г. баща ѝ умира, в завещанието му е постановено, че тя трябва да бъде поверена на грижите на Леонора д'Есте, сестра на Алфонсо II, и че ще влезе във владение на парите от наследството, когато се омъжи за член на фамилията Есте.
На 5 май 1578 г. Марфиза се омъжва за братовчед си Алфонсино д’Есте, граф на Ферентило, син на маркграф Алфонсо д’Есте ди Монтекио и Джулия дела Ровере. Бракът е възпят от нейния приятел Торкуато Тасо с канцоната „Вече нощната ведрина“ (Già il notturno sereno). Нямат деца. Алфонсино, пет години по-млад от нея, умира едва няколко месеца след брака. Марфиза, любителка на забавленията, продължава да участва в дворцови празненства въпреки траура.

### Втори брак и контакти с Торкуато Тасо
На 30 януари 1580 г. се сключва договорът за предстоящата сватба на Марфиза на 10 април с Алдерано I Чибо-Маласпина, наследствен принц на Маса и Карара. Веднага след сватбата Марфиза заминава за Венеция със свита от над сто души. След завръщането си във Ферара участва интензивно в светския живот в двора и често е един от основните аниматори, организиращи срещи, маскаради, представления и пътувания.
Торкуато Тасо е в контакт с Марфиза на няколко пъти. През юни 1581 г. тя отива да посети поета, който е във ферарската болница „Света Анна“. По повод бременността и раждането на първото ѝ дете той пише за нея няколко сонета: „Посещаваш храма със закъснели и бавни крачки“ (Visiti il tempio a passi tardi e lenti), „Жена, на твоята скромна плодородна утроба“ (Donna, al pudico tuo grembo fecondo), „Вече красива и щастлива съпруга, сега щастлива и красива“ (Già bella e lieta sposa, or lieta e bella), и „Расти като растение от плодоносно семе“ (Cresci qual pianta di fecondo seme).
През август 1583 г. Марфиза организира пътуване до Маделана, в което участват Тасо и други личности от двора на Ферара. По време на престоя си там художникът Филипо Паладини рисува портрета ѝ, който предоставя на Тасо темата за няколко сонета, публикувани заедно с други два сонета от художника и един от Джулио Нути месец след пътуването със заглавие „Сонети от синьор Торкуато Тасо върху портрет на най-известната и най-превъзходна дама дона Марфиза д'Есте Чибо, маркиза на Маса“ (Флоренция, 1583 г.). Също така в контекста на тази екскурзия е поставен диалогът на Тасо La Molza overo de amore, посветен на Марфиза и публикуван в Милано за първи път през 1586 г. Поетът ѝ посвещава и много други сонети, сред които „В един ден видях две жени, прославени и редки“ (на итал. Due donne in un dì vidi illustri e rare), посветен и на Лукреция д’Есте.
Други писатели, които гравитират около двора на Ферара, също имат контакти с Марфиза: през 1581 г. на нея е посветено първото издание на „Лудост“ (Pazzia) от Джовани Донато Кукети, а през 1595 г. тя организира представянето на Pastor fido („Верният пастир“) от Джовани Батиста Гуарини.
След раждането на последното ѝ, осмо дете, през 1594 г. Марфиза се мести за кратко в Маса, но се връща във Ферара при специални поводи и окончателно през 1598 г. След изгонването на Есте от Ферара, което се случва през същата година, тя е практически единственият представител на семейството, останал в града и поддържащ контакт с пратениците на папата.

### Последни години, смърт и легенда
Марфиза води уединен живот в двореца си до смъртта си на 16 август 1608 г., когато е на около 48 г. Погребана е във Ферара в църквата „Санта Мария дела Консолационе“ в града.
След смъртта ѝ редица обстоятелства допринасят за създаването на легенда около фигурата ѝ, засвидетелствана от картини и литературни текстове, всички от които обаче датират от XX век. Според свидетели призракът на Марфиза излиза от двореца през нощта на колесница, теглена от няколко коня, влачейки група мъртви любовници по улиците на града. Причините, поради които възниква тази легенда, са различни и се припокриват една с друга във времето: красотата и жизнеността на Марфиза, за които са останали многобройни съвременни на нея свидетелства, смъртта на първия ѝ съпруг Алфонсо д'Есте при неизяснени обстоятелства и особено затвореният живот, който тя води през последните си години, упадъкът на двореца ѝ след напускането му и влиянието на героинята на рицарските поеми, на която е кръстена тя.

## Брак и потомство
Омъжва се два пъти.
∞ 1. 5 май 1578 за братовчед си Алфонсино д'Есте (* 11 ноември 1560, † 4 септември 1578), граф на Ферентило, син на маркграф Алфонсо д’Есте от Монтекио и Джулия дела Ровере, от когото няма деца.
∞ 2. 30 януари 1580 (договор), 10 април за Алдерано I Чибо-Маласпина (* 9 декември 1552, Маса; † 16 ноември 1606, Ферара), наследствен принц на Маса и Карара, от когото има седем сина и една дъщеря:
- Карло I Чибо-Маласпина (* 18 ноември 1581, Ферара; † 13 февруари 1662, Маса), наследник на баща си, суверенен княз на Маса и суверенен маркиз на Карара от 1623 до 1662 г.; ∞ за Бриджида Спинола (* 26 октомври 1587; † 22 януари 1660), дъщеря на Джанетино Спинола и Диана де Мари от Генуа, от която има четиринадесет деца;

- Франческо Чибо-Маласпина (* 1584, Ферара; † 1616, Маса), римски патриций, генуезки патриций, неаполитански патриций, пизански и флорентински патриций, благородник на Витербо
- Одоардо Чибо-Маласпина (* 1585, Ферара; † 1612 Генуа), полковник в Испанката армия, римски патриций, генуезки патриций, неаполитански патриций, пизански и флорентински патриций, благородник на Витербо
- Чезаре Чибо-Маласпина (* 1587, † 1588)
- Витория Чибо-Маласпина (* 1588, Ферара; † 1635, Болоня), ∞ 1603 за Ерколе Пеполи (* 1581, † 1613), граф на Кастильоне, граф на Свещената Римска империя, болонски патриций, сенатор на Болоня
- Фердинандо Чибо-Маласпина (* 1590, Ферара; † 1623 Маса), каноник на катедралата „Сан Лоренцо“ в Генуа
- Алесандро Чибо-Маласпина (* 1594, Ферара; † 1639, Рим), рицар на Малтийския орден
- Алфонсо Чибо-Маласпина (*/ † 1596, Ферара), римски патриций, генуезки патриций, патриций на Пиза и Флоренция, Неаполитански патриций, благородник на Витербо.